# Nick Bosa
Nicholas John „Nick“ Bosa (geboren am 23. Oktober 1997 in Fort Lauderdale, Florida) ist ein US-amerikanischer American-Football-Spieler auf der Position des Defensive Ends. Er spielte College Football für die Ohio State Buckeyes. Im NFL Draft 2019 wurde er an zweiter Stelle von den San Francisco 49ers ausgewählt.

## Frühe Jahre
Bosa ging auf die St. Thomas Aquinas High School in Fort Lauderdale. In seiner letzten Saison für die St. Thomas Aquinas Raiders erzielte er 56 Tackles, davon 29,5 für Raumverlust sowie fünf Sacks, sein Team gewann die Staatsmeisterschaft und gewann 14 Partien bei einer Niederlage. Rivals.com schätzte ihn als Fünf-Sterne-Spieler, also als einen der besten 30 Spieler seines Jahrgangs, ein.

## College
Bosa spielte von 2016 bis 2018 Football am College für die Ohio State University bei den Ohio State Buckeyes. Er wurde 2017 in das First-Team All-Big-Ten gewählt.
In der Saison 2018 zog er sich eine Leistenverletzung zu, weswegen er die Saison nach drei Spielen beenden musste. Bosa entschied sich nach seiner dritten Saison, das College abzubrechen, um sich auf den NFL Draft 2019 vorzubereiten. Er wurde als einer der ersten Spieler, die im Draft ausgewählt werden, gehandelt und als möglicher Gesamterster.

### College-Statistiken
| Saison                       | Saison     | Saison | Tackling | Tackling | Tackling | Interceptions | Interceptions | Interceptions | Interceptions | Interceptions | Fumbles | Fumbles | Fumbles | Fumbles |
| Jahr                         | Team       | Spiele | Solo     | Assist   | Sack     | Interceptions | Yards         | TD            | Längste       | PD            | FF      | FR      | Yds     | TD      |
| ---------------------------- | ---------- | ------ | -------- | -------- | -------- | ------------- | ------------- | ------------- | ------------- | ------------- | ------- | ------- | ------- | ------- |
| 2016                         | Ohio State | 12     | 17       | 12       | 5,0      | 0             | 0             | 0             | 0             | 0             | -       | -       | -       | -       |
| 2017                         | Ohio State | 14     | 19       | 15       | 8,5      | 0             | 0             | 0             | 0             | 2             | 1       | 0       | 0       | 0       |
| 2018                         | Ohio State | 3      | 11       | 3        | 4,0      | 0             | 0             | 0             | 0             | 0             | 1       | 1       | 0       | 1       |
| Karriere                     | Total      | 29     | 47       | 30       | 17,5     | 0             | 0             | 0             | 0             | 2             | 2       | 1       | 0       | 1       |
| Quelle: sports-reference.com |            |        |          |          |          |               |               |               |               |               |         |         |         |         |

## NFL
Bosa wurde im NFL Draft 2019 an zweiter Stelle von den San Francisco 49ers ausgewählt, bei denen er einen Vierjahresvertrag über 33,5 Millionen Dollar unterschrieb. In Woche 5 konnte er beim Spiel gegen die Cleveland Browns zwei Sacks erzielen, einen Fumble erzwingen und auch einen Fumble erobern. Für seine Leistung wurde er als NFC Defensive Player of the Week ausgezeichnet, ebenso in Woche 8, als Bosa gegen die Carolina Panthers den gegnerische Quarterback Kyle Allen dreimal sacken konnte, seine erste Interception in der NFL fing und diese 46 Yards weit zurücktrug. Einen Tag später wurde er zum NFC Defensive Player of the Month als bester Defensivspieler der National Football Conference im Oktober gekürt. Am 17. Dezember 2019 wurde Bosa erstmals für den Pro Bowl nominiert. Mit den 49ers gelangte Bosa in seiner Rookiesaison in den Super Bowl LIV, der gegen die Kansas City Chiefs verloren ging. Vor dem Super Bowl wurde er zum Pepsi NFL Rookie of the Year gewählt.
Am 2. Spieltag der Saison 2020 zog sich Bosa im Spiel gegen die New York Jets einen Kreuzbandriss zu, mit dem er für den Rest der Saison ausfiel.
In der Saison 2021 konnte Bosa an die Leistungen aus seiner Rookiesaison anschließen, er erzielte 15,5 Sacks und erzwang vier Fumbles. Er wurde zum zweiten Mal in den Pro Bowl gewählt.

### NFL Regular Season-Statistiken
| Legende | Legende           |
| ------- | ----------------- |
|         | Liga-Bestwert     |
| Fett    | Karriere-Bestwert |

| Saison | Saison              | Saison | Saison  | Tackling | Tackling | Tackling | Tackling | Interceptions | Interceptions | Interceptions | Interceptions | Interceptions | Fumbles | Fumbles | Fumbles | Fumbles |
| Jahr   | Team                | Spiele | Starter | Comb     | Solo     | Assist   | Sack     | Int           | Yards         | TD            | Längste       | PD            | FF      | FR      | Yds     | TD      |
| ------ | ------------------- | ------ | ------- | -------- | -------- | -------- | -------- | ------------- | ------------- | ------------- | ------------- | ------------- | ------- | ------- | ------- | ------- |
| 2019   | San Francisco 49ers | 16     | 14      | 47       | 32       | 15       | 9        | 1             | 46            | 0             | 46            | 2             | 1       | 2       | 0       | 0       |
| 2020   | San Francisco 49ers | 2      | 2       | 6        | 3        | 3        | 0        | 0             | 0             | 0             | 0             | 0             | 1       | 0       | 0       | 0       |
| 2021   | San Francisco 49ers | 17     | 17      | 52       | 40       | 12       | 15,5     | 0             | 0             | 0             | 0             | 1             | 4       | 0       | 0       | 0       |
| 2022   | San Francisco 49ers | 16     | 16      | 51       | 41       | 10       | 18,5     | 0             | 0             | 0             | 0             | 1             | 2       | 0       | 0       | 0       |
| 2023   | San Francisco 49ers | 17     | 17      | 53       | 34       | 19       | 10,5     | 0             | 0             | 0             | 0             | 4             | 2       | 1       | 3       | 0       |
| 2024   | San Francisco 49ers | 14     | 14      | 52       | 33       | 19       | 9,0      | 1             | 30            | 0             | 30            | 1             | 1       | 1       | 0       | 0       |
| Gesamt | Gesamt              | 82     | 80      | 261      | 183      | 78       | 62,5     | 2             | 76            | 0             | 46            | 9             | 11      | 4       | 3       | 0       |

## Persönliches
Sein älterer Bruder Joey Bosa spielt, auch als Defensive End, in der National Football League (NFL) für die Los Angeles Chargers und wurde im NFL Draft 2016 an dritter Stelle ausgewählt. Sein Vater John Bosa spielte ebenfalls auf der gleichen Position in der NFL, er wurde 1987 in der ersten Runde des Drafts von den Miami Dolphins ausgewählt und spielte drei Jahre lang für die Dolphins. Sein Urgroßvater war der Mobster Anthony Accardo.